# Jelysaweta Jasko

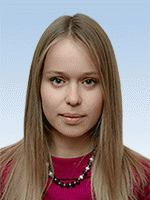
Jelysaweta Jasko

Jelysaweta Oleksijiwna Jasko (ukrainisch Єлизавета Олексіївна Ясько, auch Lisa Jasko; * 17. Oktober 1990 in Kiew, Sowjetunion) ist eine ukrainische Politikerin und Produzentin. Sie ist seit dem 29. September 2019 für die Partei Sluha narodu (Diener des Volkes) Mitglied des ukrainischen Parlaments.

## Leben

### Ausbildung und Anfänge der politischen Karriere
Lisa Jasko wurde am 17. Oktober 1990 in Kiew geboren. Von 2008 bis 2012 studierte sie dort an der philosophischen Fakultät der Nationalen Taras-Schewtschenko-Universität. 2014 erlangte Lisa Jasko dort zudem den Masterabschluss in Politologie.
Im Rahmen ihres Masterstudiums absolvierte sie einen Austausch an der Lomonossow-Universität in Moskau. Zwischen 2016 und 2017 erlangte Lisa Jasko einen weiteren Masterabschluss, diesmal in der Blavatnik School of Government der University of Oxford. In dieser Zeit leitete sie als Präsidentin die Ukrainische Gesellschaft an der Universität Oxford.
Während ihres Studiums absolvierte Jasko zwischen 2011 und 2012 ein Praktikum in der Werchowna Rada im Komitee für kulturelle Fragen, sowie im Europäischen Zentrum für Informationsunterstützung und außerdem war sie in der Zeit von 2013 bis 2016 bei verschiedenen Nichtregierungsorganisationen tätig.
Im Jahr 2019 brachte Jasko als Produzentin den Film KGB – The Sword and the Shield heraus, der bei Arte und im ZDF ausgestrahlt wurde.

### Mitglied im ukrainischen Parlament
Lisa Jasko ist seit August 2019 Mitglied der 9. Zusammensetzung der Werchowna Rada und die Nummer 15 in der Liste der „Diener des Volkes / Sluha narodu“. Sie ist Mitglied des Ausschusses für auswärtige Angelegenheiten und interparlamentarische Zusammenarbeit, Leiterin der interparlamentarischen Zusammenarbeit, bilaterale und multilaterale Beziehungen.
Jasko ist Leiterin der Fraktionsgruppe „Glückliche Ukraine“, die sich zum Ziel gesetzt hat, die Entwicklung des Glücks in der ukrainischen Gesellschaft zu fördern und den sozialen Dialog, das Wohlbefinden, das Gefühl der Sicherheit und die Hoffnung für die Zukunft zu fördern. Sie ist auch Mitglied der Gruppe „Marke des ukrainischen Staates“.
Sie unterstützt auch die Entwicklung der Roma-Gemeinschaften und der Rechte der Roma in der Ukraine.
Jasko äußerte ihre Besorgnis über die vorläufige Vereinbarung der Ukraine mit der trilateralen Kontaktgruppe in Minsk über Vorschläge für den geplanten Beirat. Ihr zufolge könnte dies die internationale Unterstützung der Ukraine im Konflikt untergraben und russische Stimmrechtsvertreter in der Ostukraine legitimieren.
Sie unterstützte auch öffentlich den Gesetzgebungsauftrag zur Regulierung des Entscheidungsprozesses für die ehemaligen Eigentümer der verstaatlichten Banken, der als kritisch für die Freigabe der finanziellen Unterstützung des IWF für die Ukraine und die Verhinderung des Ausfalls des ukrainischen Staates eingestuft wurde.
Jasko war an der Ausarbeitung von Gesetzen zu einer Reihe von Themen beteiligt, z. B. den Grundsätzen der Sanktionspolitik der Ukraine (5191), sowie auch Änderungen der Strafprozessordnung (5192) und der Strafgesetzbücher des Landes (5193), zur Politik der Nichtanerkennung von besetzten Territorien (5165) und zu Änderungen zum Strafgesetzbuch der Ukraine (5166). Außerdem hat sie ein Gesetz mit ausgearbeitet, dass Bürgern aus Nicht-Demokratischen Ländern ein vereinfachtes Migrationsverfahren ermöglicht (5194) (5195).
Sie gehörte auch zu den Initiatoren des Appells der Werchowna Rada an die Parlamente und interparlamentarischen Organisationen bezüglich der Verurteilung der russischen Aggression und zahlreicher Menschenrechtsverletzungen auf der besetzten Krim sowie der Erklärung zur Nichtanerkennung der Legitimität der abgehaltenen Wahlen von Russland auf der Krim und in Sewastopol.
Ein aktuelles Projekt ist “Ukraine 603.7”. In dem hat sie den Posten der Co-Vorsitzenden, in diesem des interfraktionellen Verbandes inne. Die Aktivitäten dieses Verbandes zielen darauf ab, die Bemühungen von Behörden, Kommunalverwaltungen und des öffentlichen Sektors zu vereinen, um den Schutz der territorialen Integrität der Ukraine, der Rechte und Freiheiten der Bürger der Ukraine in den besetzten Gebieten zu gewährleisten und zu unterstützen.

### Parlamentarische Versammlung des Europarates
Lisa Jasko wurde am 17. September 2019 zur Leiterin der ukrainischen Delegation in die Parlamentarische Versammlung des Europarates gewählt und hatte diese Position bis 2020 inne. Die ukrainische Delegation unter der Leitung von Jasko nahm nicht an der Herbstsitzung der Parlamentarischen Versammlung des Europarates 2019 teil. Dies war ein Zeichen des Protests gegen die Wiedereinstellung Russlands in die Versammlung, ohne die Anforderungen der Resolutionen der Versammlung zu erfüllen, die als Reaktion auf die russische Aggression gegen die Ukraine angenommen wurden.
Stattdessen führte Jasko Konsultationen mit Vertretern anderer Delegationen durch, einschließlich derer, die für die Rückkehr Russlands zur Organisation gestimmt hatten. Dies führte zur Gründung der informellen interparlamentarischen Fraktion Baltic Plus zusammen mit den Delegationen Estlands, Lettlands, Litauens und Georgiens. Das Ziel der interparlamentarischen Fraktion ist es, gemeinsame Anstrengungen zu unternehmen, um die Bemühungen Russlands zu bekämpfen, die Effizienz und Legitimität von PACE zu untergraben, und eine positive Agenda für Kultur, Migration, Menschenrechte und Digitalisierung vorzulegen.
Am 16. Januar 2020 entsandte die Werchowna Rada aus der Ukraine ihre Delegation zur Winter-PACE-Sitzung 2020. Jasko erklärte die Rückkehr mit der „Notwendigkeit, für die Ukraine unter neuen Bedingungen aus allen möglichen Gründen zu kämpfen“.
Auf der Wintersitzung im Jahr 2020 hielt Jasko auch eine Rede, in der sie die zahlreichen Verstöße Russlands gegen das Völkerrecht und die Menschenrechte, einschließlich der Rechte der Krimtataren, verurteilte.
Maria Mezentseva, ebenfalls von der Partei Sluha narodu, ersetzte Jasko am 11. Januar 2021 als Leiterin der ukrainischen Delegation in der Parlamentarischen Versammlung des Europarates.
Im Januar 2021 wurde Jasko ständiges Mitglied des PACE-Überwachungsausschusses und am 4. Februar 2021 wurde sie zur Ständigen Vertreterin der Ukraine bei der Europäischen Kommission gegen Rassismus und Intoleranz gewählt.

## Sonstige Aktivitäten
In den Jahren 2008–2014 war Jasko aktiv in Studentenvereinigungen an der Kiewer Taras-Schewtschenko-Universität beteiligt. Sie war Teil der Studenten-Regierung, sowie des Veranstaltungsmanagements. Darüber hinaus hat sie auch für Studentenzeitungen geschrieben und Musik-Konzerte, Theaterstücke und akademische Konferenzen organisiert.
Jasko war auch Mitglied der Wissenschaftsgemeinschaft an der philosophischen Fakultät und erhielt zahlreiche Diplome für die besten Forschungsarbeiten auf Konferenzen in Politik und internationalen Angelegenheiten.
In den Jahren 2011–2013 war sie Wissenschaftlerin des nationalen Führungsprogramms von Zavtra.ua und gründete das soziale und kulturelle Projekt „Play For Change“, um die Aufmerksamkeit der Jugend auf soziale Probleme zu lenken.
Lisa Jasko nahm aktiv am Euromaidan 2013/2014 teil.
Von 2014 bis 2015 war Jasko ein Teil des Europäischen Forums Alpbach, wo sie über den ukrainischen Traum sprach.
2014 vertrat sie die Ukraine auch bei einem internationalen Programm für junge Führungskräfte der Clinton Global Initiative University.
2015 war Jasko zusammen mit dem ukrainischen Außenministerium aktiv an der Organisation und Ausrichtung einer Musikveranstaltung zur Unterstützung der in Russland illegal inhaftierten ukrainischen politischen Gefangenen beteiligt. Sie gründete auch das Start-up „Kyiv Music Labs“, um ukrainische Musik zu fördern und ukrainische Musiker zu unterstützen.
2016 absolvierte sie das Caux Scholars Program, einen Schulungskurs zu restaurativer Gerechtigkeit, Führung und Konfliktlösung.
In den Jahren 2018 und 2019 war sie Mitorganisatorin der Jahreskonferenz Caux Dialogue on Land and Security, außerdem war sie zu dieser Zeit auch Mitglied der politisch-liberalen Plattform „European Hundred“.
Lisa Jasko rief 2018 die Yellow Blue Strategy ins Leben, eine Initiative, um die Entwicklung der Kulturdiplomatie, der Kreativwirtschaft, der kreativen Bildung und der öffentlichen Ordnung in der Ukraine und weltweit zu fördern.
Ab 2018 war Yellow Blue Strategy an der Erstellung von Filmdokumentationen für ausländische Medien, der Organisation von Bildung, kulturellen Veranstaltungen und Vorträgen beteiligt. Stiftungsprojekte sind z. B. das International Freedom Orchestra, ein Orchester junger ukrainischer Musiker, das die Ukraine fördert. Ein weiteres Projekt ist die Veranstaltungsreihe Yellow Blue Nights; das sind Abende mit ukrainischer Kunst, Networking und ukrainischer Gastronomie.
Am 6. Januar 2021 wurde ein Gemeinschaftsprojekt von Yellow Blue Strategy mit dem ukrainischen Kanal Ukraina 24 realisiert. Dies war ein Musikprojekt namens „How Ukraine Sounds“, bei dem ukrainische Weihnachtslieder vorgeführt wurden. Bei diesem Konzert trat auch das Freedom Orchestra auf, sowie andere bekannte ukrainische Künstler, wie z. B. PIANOБОЙ, ALYOSHA, Oleg Skrypk und auch Lisa Jasko selbst.
Am 8. Februar 2021 startete die Sendung „How Ukraine Sounds“, die Lisa Jasko produzierte und als Co-Moderatorin leitet, auf dem Fernsehsender Ukraine 24. Ziel der Sendung ist es, die Vielfalt, historischen und kulturellen Merkmale der ukrainischen Städte und Regionen aufzuzeigen. Es wurden bereits über Kiew, Schytomyr, Dnipro, Ternopil und Mariupol und über die Krim Folgen ausgestrahlt.
Am 5. Mai 2022 nahm sie am St. Gallen Symposium teil.

## Interessante Fakten
- Lisa Jasko ist die erste Ukrainerin, die die Blavatnik School of Government an der Universität Oxford abgeschlossen hat.
- In ihrem Interview für Business Review behauptete Jasko, sie sei in die Ukraine zurückgekehrt, um Veränderungen im Land zu erleichtern. Nachdem Jasko das „große Ganze“ aus dem Ausland gesehen hat, steht sie der Zukunft der Ukraine sehr positiv gegenüber.
- Lisa Jasko war die jüngste Vorsitzende der ukrainischen Delegation bei PACE.
- Jasko finanzierte ihr Studium in Oxford durch mehr als 50 Spender, darunter Stipendien (Worldwide Studies, Seed Grant) und eine Crowdfunding-Kampagne.[9][10]
- Sie hat eine professionelle Musikausbildung und ist Autorin von über 50 Musikstücken.
- Im März 2020 wurde Lisa Jasko unter den Top 100 der erfolgreichsten ukrainischen Frauen der NV unter Nummer 7 in der Politik aufgeführt.[11]

## Privatleben
Jasko ist mit dem georgischen Politiker und früheren Präsidenten seines Landes Micheil Saakaschwili liiert, der auch in der Ukraine politisch tätig war. Im Juni 2023 erklärte Jasko, Saakaschwili sei der Vater ihres zwischenzeitlich geborenen Kindes.